# 세계 아이스하키 선수권 대회
세계 아이스하키 선수권 대회는 국제 아이스하키 연맹이 주관하는 연례 국제 남자 아이스하키 대회이다. 1920년 하계 올림픽에서 처음으로 치러진 이 대회는 스포츠에서 가장 유명한 연례 국제 대회이다.
IIHF는 1908년에 만들어졌으며, 세계 선수권 대회의 선구자인 유럽 선수권 대회는 1910년에 처음 개최되었다. 1920년 하계 올림픽에서 치러진 아이스하키 대회는 최초의 세계 아이스하키 선수권 대회로 인정받고 있다. 1920년부터 1968년까지 올림픽 하키 대회도 그 해의 세계 선수권 대회로 간주되었다.

## 같이 보기
- 올림픽 아이스하키